# París-Tours 1982
La París-Tours 1982 (también llamada Gran premio de Otoño) fue la 76.ª edición de la clásica París-Tours. Se disputó el 10 de octubre de 1982 y el vencedor final fue el belga Jean-Luc Vandenbroucke del equipo La Redoute-Motobecane.

## Clasificación general[1]
|    | Ciclista               | Equipo                | Tiempo     |
| -- | ---------------------- | --------------------- | ---------- |
| 1  | Jean-Luc Vandenbroucke | La Redoute-Motobecane | 5h 26' 13" |
| 2  | Pierino Gavazzi        | Atala-Campagnolo      | a 56"      |
| 3  | Alfons De Wolf         | Vermeer-Thijs-Gios    | m.t.       |
| 4  | Éric Dall'Armelina     | Sem-France Loire      | m.t.       |
| 5  | Ferdi Van Den Haute    | La Redoute-Motobecane | m.t.       |
| 6  | Hennie Kuiper          | DAF Trucks            | m.t.       |
| 7  | Ludo Peeters           | TI-Raleigh            | m.t.       |
| 8  | Jacques Hanegraaf      | TI-Raleigh            | m.t.       |
| 9  | Werner Devos           | Boule d'Or-Colnago    | m.t.       |
| 10 | Theo de Rooij          | Capri Sonne           | m.t.       |